# Dezerter
Dezerter je polská kapela na pomezí punku a hardcoru. Autorem veškerých textů je bubeník Krzysztof Grabowski, kdežto autorem hudby zpěvák a kytarista Robert Matera.

## Historie
Kapela vznikla v roce 1981 ve Varšavě pod původním názvem SS-20, který odkazoval na sovětské rakety nesoucí jaderné hlavice. V roce 1982 se pod tlakem komunistické cenzury přejmenovala na dnešní název Dezerter. Kapela debutovala v roce 1982 na festivalu v Jarocině ještě pod původním názvem.
Poslední album Kłamstwo to nowa prawda (Lež je novou pravdou) vydala skupina v roce 2021.

## Současná sestava
- Robert "Robal" Matera – kytara, zpěv, (1981– )
- Krzysztof Grabowski – bicí (1981– )
- Jacek Chrzanowski – basová kytara (2000– )

### Dřívější členové
- Dariusz "Stepa" Stepnowski – basová kytara, zpěv (1981–1985)
- Dariusz "Skandal" Hajn – zpěv (1981–1986, v roce 1995 zemřel na předávkování)
- Paweł Piotrowski – basová kytara, zpěv (1985–1993)
- Tomasz "Tony von Kinsky" Lewandowski – basová kytara, zpěv (1994–1999)